# Naissance en 1332
Naissance
- 1328
- 1329
- 1330
- 1331
- 1332
- 1333
- 1334
- 1335
- 1336

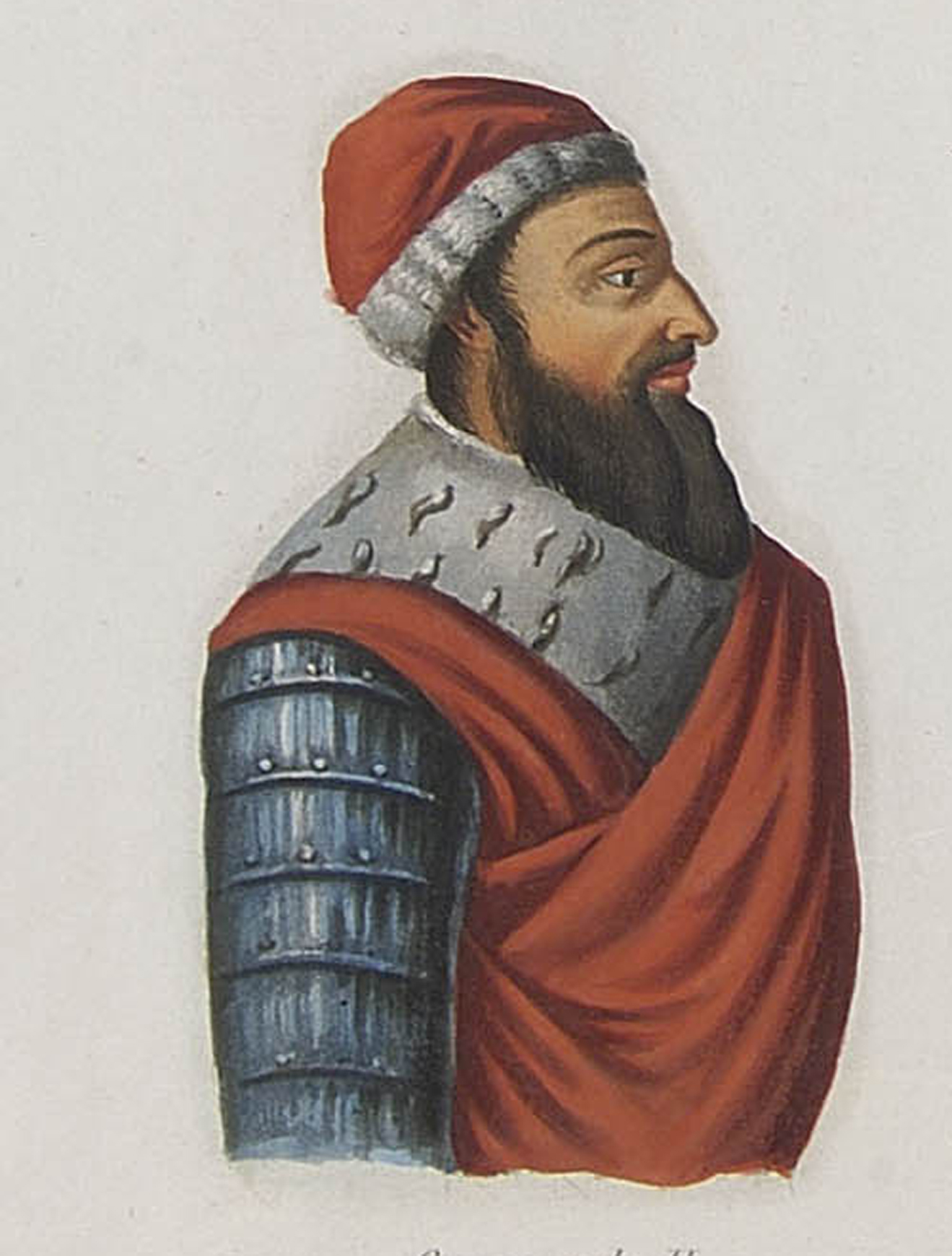
Cangrande II della Scala, né en 1332.

Cette page dresse une liste de personnalités nées au cours de l'année 1332  :
- 27 mai : Ibn Khaldoun, historien, philosophe, diplomate et homme politique ifriqiyen.
- 18 juin : Jean V Paléologue, empereur byzantin.
- 22 juin: Bonaventura Badoaro de Peraga, cardinal italien.
- 6 juillet : Élisabeth de Bourg, 4e comtesse d'Ulster et 5e baronne de Connaught.
- 10 octobre : Charles II de Navarre,  dit Charles le Mauvais, roi de Navarre et comte d'Évreux.

- Date précise inconnue :
- Mohammed VI al-Ahmar, dixième émir nasride de Grenade.
- Cangrande II della Scala, ou Canfrancesco della Scala, seigneur de Vérone.
- Alphonse d'Aragon et de Foix, comte de Denia, comte de Ribagorce, marquis de Villena, duc de Gandie et premier connétable de Castille.
- Xu Da, général de l'armée chinoise.
- Pero López de Ayala, seigneur de Salvatierra et Grand Chancelier de Castille.
- Guillaume III Roger de Beaufort, vicomte de Turenne.
- Étienne de Slavonie, duc de Slavonie,  prince de la branche hongroise de la maison capétienne d'Anjou.
- Frédéric III de Thuringe, landgrave de Thuringe, margrave de Misnie.
- Yahya Ibn Khaldoun, historien arabe.
- Hanna van Recklinghausen, banquière à  Lochem aux Pays-Bas.
- Wang Lü, peintre chinois († après 1383).

- Date incertaine (vers 1332) :
- William Langland, auteur supposé de Pierre le laboureur (Piers Plowman), poème narratif allégorique considéré comme un chef-d'œuvre de la littérature anglaise.

## Crédit d'auteurs
- Cet article est partiellement ou en totalité issu de l'article intitulé « 1332 » (voir la liste des auteurs).